# 格伦岭 (佛罗里达州)
格伦岭（英語：Glen Ridge），是美国佛罗里达州下属的一座城镇。建立于1947年。面积约 为0.7平方公里（约合0.2平方英里）。根据2010年美国人口普查，该市有人口219人。论人口在本州排行第 396。